# Şebinkarahisar

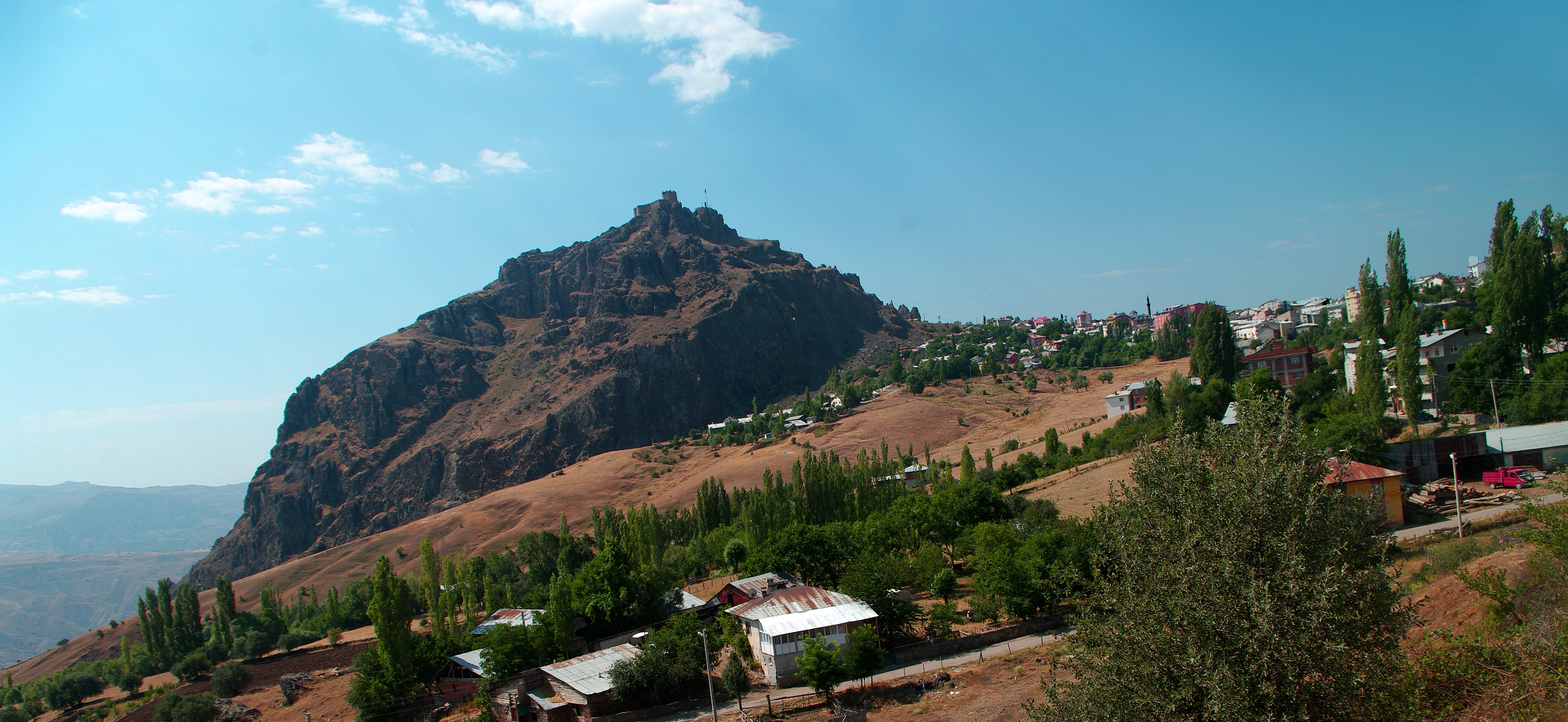
Burg von Şebinkarahisar

Şebinkarahisar ist eine Kleinstadt in der türkischen Provinz Giresun und zugleich Verwaltungszentrum des gleichnamigen Landkreises. Die Stadt liegt etwa 67 km (116 Straßenkilometer) südlich der Provinzhauptstadt Giresun.

## Stadtgeschichte
Gegründet wurde das heutige Şebinkarahisar für Veteranen der römischen Armee und trug zunächst den Namen Colonia, nach dem in byzantinischer Zeit das Thema Koloneia benannt wurde. Die ersten Bauten zur Errichtung der den Ort überragenden Burg datieren allerdings auf das 2. vorchristliche Jahrhundert. Die Wirtschaft Şebinkarahisars beruhte auf dem Abbau und Handel mit Alaunen.
Die im Stadtlogo vorhandene Jahreszahl (1881) dürfte auf das Jahr der Ernennung zur Stadtgemeinde (Belediye) hinweisen. Bis zum Ersten Weltkrieg und ihrer Vertreibung im Zuge des Völkermords an den Armeniern lebten zahlreiche Armenier in der Stadt. Hier kam es 1915 zum Widerstand von Şebinkarahisar.

## Landkreis
Der im Südwesten der Provinz gelegene Landkreis ist der größte (Provinzanteil: 20 %). Er grenzt im Norden an den Kreis Dereli, im Osten an den Kreis Alucra und im Südosten an den Kreis Çamoluk. Im Süden und im Westen bilden die Kreise Akıncılar, Suşehri und Koyulhisar der Provinz Sivas die Grenze. Seine Bevölkerungsdichte von 14,1 Einwohnern je km² ist vor Alucra die zweitniedrigste der Provinz.
Neben der Kreisstadt (mit der reichlichen Hälfte der Kreisbevölkerung) existieren noch 62 Dörfer (die meisten pro Kreis) mit durchschnittlich 140 Bewohnern. Uğurca ist mit 380 Einwohnern das größte Dorf.

## Sehenswürdigkeiten
Neben der Burg sind an sehenswerten Gebäuden die als griechisch-orthodoxe Anlage errichtete Licesi-Kirche und die im 12. Jahrhundert errichtete Behremşah-Moschee zu erwähnen. Im nahegelegenen Dorf Kayadibi befindet sich das auf einem Felsen liegende Kloster Meryem Ana Manastırı (griechisch: Μοναστήρι της Παναγίας Σταυροπηγιανής, Panagia-Stavropigiani-Kloster) das aus byzantinischer Zeit stammt.

## Persönlichkeiten
- Harutiun Schahrigian (1860–1915), armenischer Rechtsanwalt und Schriftsteller
- Toros Toramanjan (1864–1934), armenischer Architekt und Historiker
- Andranik Ozanian (1865–1927), armenischer Rebellenführer und General
- Cevdet Bayburtluoğlu (1934–2013), Klassischer Archäologe
- Erdal Eren (1961–1980), kommunistischer Aktivist